# Titanfall 2
Titanfall 2 là một trò chơi điện tử bắn súng góc nhìn thứ nhất được phát triển bởi Respawn Entertainment và được phát hành bởi Electronic Arts. Là phần tiếp theo của trò chơi Titanfall ra mắt từ 2014, Titanfall 2 được phát hành trên toàn thế giới vào ngày 28 tháng 10 năm 2016 trên nền tảng Windows, PlayStation 4 và Xbox One. Trong Titanfall 2, người chơi điều khiển các Titan (một bộ giáp cơ giới) hoặc phi công được trang bị nhiều kỹ năng như chạy trên tường, ngụy trang... Lấy bối cảnh trong một vũ trụ khoa học viễn tưởng, cốt truyện chơi đơn là câu chuyện về Jack Cooper, một tay súng của Frontier Militia cùng với Titan BT-7274 tham gia vào một nhiệm vụ để ngăn chặn Tập đoàn Sản xuất liên sao (IMC) phóng một vũ khí hủy diệt hàng loạt.
Khi phát hành, Titanfall 2 nhận được đánh giá tích cực. nhưng đã không thành công về mặt thương mại do được phát hành giữa Battlefield 1 và Call of Duty: Infinite Warfare. Titanfall 2 đã được đề cử cho nhiều giải thưởng cuối năm bao gồm giải thưởng Trò chơi điện tử của năm và Trò chơi bắn súng hay nhất bởi một số tạp chí về trò chơi điện tử. Respawn Entertainment cung cấp một số bản cập nhật và các bản mở rộng (DLC) miễn phí sau khi phát hành.

## Lối chơi

Trong ảnh, phi công được người chơi điều khiển gắn với Titan bằng móc kéo.

Tương tự như phần trước, Titanfall 2 là một game bắn súng góc nhìn thứ nhất, người chơi có thể điều khiển cả phi công và các Titan. Phi công có nhiều kỹ năng tăng cường hiệu quả trong chiến đấu, bao gồm kỹ thuật ẩn mình, sử dụng móc kéo, kĩ thuật parkour như nhảy kép và chạy trên tường với sự trợ giúp của động cơ phản lực. Những kỹ năng này có thể được phối hợp với nhau để di chuyển một cách nhanh chóng. Trò chơi giới thiệu các cơ chế mới bao gồm: cho phép người chơi trượt trên mặt đất, dao sóng âm tiết lộ vị trí của kẻ thù gần đó, ảo ảnh ba chiều bắt chước hành động của người chơi để làm rối kẻ địch và một móc kéo có thể được sử dụng để kéo người chơi về một tòa nhà hoặc kẻ thù. Các phi công có kho vũ khí đa dạng gồm súng săn, súng tiểu liên, súng lục và lựu đạn để chiến đấu. Ở cự ly gần, người chơi có thể kết liễu đối thủ từ phía sau bằng một đòn cận chiến.
Titan có độ cơ động ít hơn so với phi công, nhưng có vũ khí và giáp mạnh hơn. Bảy Titan mới được ra mắt trong Titanfall 2: Ion, Scorch, Northstar, Ronin, Tone, Legion và Monarch. Ion sử dụng kho vũ khí năng lượng định hướng, với lá chắn có thể chặn và phản lại đạn của kẻ địch. Scorch chiến đấu bằng bộ vũ khí đốt gây sát thương diện rộng, Northstar chuyên chiến đấu tầm xa, là Titan duy nhất có khả năng lượn. Ronin sử dụng một khẩu shotgun và kiếm chuyên về cận chiến. Tone tập trung vào chiến đấu với tầm xa trung bình với vũ khí khóa mục tiêu. Legion sử dụng một minigun được thiết kế cho mục đích phòng thủ và kiểm soát khu vực. Monarch có thể đánh cắp năng lượng từ những Titan khác để tăng sức mạnh cho lá chắn phòng thủ của bản thân. Những Titan có bộ điều khiển di chuyển khác với những phi công, ví dụ chúng có thể né nhanh để tránh sát thương.

### Chế độ chơi đơn
Titanfall 2 có cốt truyện được phân chia giữa việc điều khiển Titan và điều khiển phi công. Game có cốt truyện tuyến tính, nhưng các cấp độ có nhiều con đường cho phép người chơi khám phá. Titan BT-7274 đồng hành cùng người chơi trong phần lớn cốt truyện, có thể thay đổi vũ khí của mình dưới sự chỉ huy của người chơi để tối đa hóa hiệu quả khi chiến đấu với những loại kẻ thù khác nhau. Các vũ khí này được mở khóa sau khi người chơi đánh bại các kẻ thù quan trọng. Người chơi có nhiều cách để hoàn thành mục tiêu và tấn công kẻ thù. Các cấp độ đều lớn và có nhiều đường dẫn người chơi đến đích. Trò chơi cũng có các yếu tố đi cảnh cho người chơi tận dụng khả năng parkour của Cooper để vượt chướng ngại vật và đi đến các khu vực không thể tiếp cận trước đây. Một số vũ khí chỉ có trong các cấp độ cụ thể và chỉ có thể được sử dụng trong các khu vực nhất định. Người chơi cũng có thể giao tiếp với Titan tại một số điểm nhất định trong cốt truyện, với nhiều lựa chọn giao tiếp khác nhau. Chế độ chơi đơn có một phòng luyện tập với mục đích hướng dẫn cho người chơi. Hoàn thành hướng dẫn càng nhanh thì họ sẽ có vị trí càng cao trên bảng xếp hạng.

### Chế độ nhiều người chơi
Chế độ nhiều người chơi ra mắt thanh Titan, tích trữ dần khi chơi game, đầy nhanh hơn khi người chơi hạ đối thủ, gây sát thương lên kẻ thù hoặc hoàn thành một số nhiệm vụ. Đến một mức nhất định, người chơi có thể triệu hồi một Titan. Titan được triệu hồi có thể đè nát kẻ thù nếu bị đáp trúng. Nếu thanh Titan đầy khi ở trong Titan, nó có thể sử dụng kĩ năng mạnh nhất, gây ra nhiều sát thương hơn so với các đòn tấn công thông thường. Những phi công có thể đánh cắp pin của Titan để gây sát thương. Pin đó cũng có thể được lắp cho Titan của đồng đội, sạc lại khiên và làm đầy thanh Titan. Người chơi có thể rời khỏi Titan bất cứ lúc nào. Titan sẽ tiếp tục tấn công các đối thủ gần đó và theo sát phi công hết mức có thể. Người chơi cũng có thể đặt Titan ở "chế độ bảo vệ" và Titan sẽ đứng yên và phòng thủ.
Người chơi kiếm được "thành tích" dựa trên hiệu suất của họ trong trận đấu cho dù đội của họ thắng hay thua. "Thành tích" là điểm kinh nghiệm thông qua việc tham gia trận đấu hoặc được mở khóa các vật phẩm. Người chơi cần tích lũy điểm thành tích để tăng cấp, giúp mở ra thêm vũ khí, các kĩ năng,... Người chơi cũng có thể kiếm Credit, một dạng tiền tệ được sử dụng để mua vũ khí, boost, Titan hoặc kĩ năng trước khi chúng được mở khóa. Những thứ này có thể kiếm được bằng cách đạt được điểm thành tích và hoàn thành các thử thách. Các tùy chọn tùy chỉnh của trò chơi đã được mở rộng đáng kể so với Titanfall. Trang phục và vũ khí của người chơi, cũng như ngoại hình và hiệu quả chiến đấu của Titans đều có thể được tùy chỉnh thoải mái. Boost (những kĩ năng giúp nâng cao hiệu quả chiến đấu của phi công) được ra mắt thay thế cho burn cards trong phần trước. Chúng có thể được kích hoạt khi thanh Titan đầy đến một phần nhất định. Chẳng hạn như Amped Weapon tăng sát thương bằng súng của người chơi cần thanh Titan đầy 80%. Người chơi phải quyết định boost sẽ sử dụng trước khi trận đấu bắt đầu do không thể đổi boost giữa trận.
Titanfall 2 có một số chế độ nhiều người chơi khi ra mắt. Các chế độ này bao gồm:
- Amped Hardpoint: Trong chế độ này, các đội nhận được điểm nếu họ có thể giữ một khu vực quan trọng trong một khoảng thời gian. Đội nào tích lũy được nhiều điểm hơn sẽ chiến thắng.
- Bounty Hunt: Người chơi được thưởng tiền nếu họ tiêu diệt đối thủ hoặc kẻ thù do AI điều khiển. Người chơi cần quay lại một địa điểm cụ thể để gửi tiền. Người chơi cũng có thể tiêu diệt đối thủ để đánh cắp tiền của họ. Đội nào có số điểm cao nhất sẽ chiến thắng.
- Pilot vs. Pilot: Chế độ sinh tử theo đội nhưng người chơi không thể dùng Titan.
- Capture the Flag: Người chơi có nhiệm vụ cướp cờ của kẻ thù và mang về căn cứ, đồng thời phải ngăn chặn đối thủ đánh cắp cờ của đội mình.
- Attrition: Chế độ sinh tử theo đội trong đó người chơi có thể triệu hồi Titan. Điểm được thưởng cho đội của người chơi khi họ tiêu diệt kẻ thù do người chơi hoặc do AI điều khiển. Khi một đội kiếm đủ điểm, trò chơi chuyển sang pha tiếp theo. Đội thua cuộc cần đến khu vực sơ tán và rút lui, trong khi đội chiến thắng cần loại bỏ tất cả các đối thủ.
- Skirmish: giống như Attrition, nhưng không có kẻ địch do AI điều khiển và điểm giới hạn cho quá trình chuyển pha thấp hơn.
- Last Titan Standing: Chế độ sinh tử theo đội nhưng những người chơi không thể rời Titan. Đội chiến thắng là đội tiêu diệt tất cả các Titan của đội kia.
- Free for all: (Đã bị xóa khỏi trò chơi) là chế độ sinh tử đơn. Người chơi có nhiệm vụ loại bỏ tất cả người chơi khác trong chế độ này.
- Coliseum: chế độ một đấu một, trong đó cả hai người chơi đều phải tiêu diệt người chơi kia. Người chơi tham gia chế độ này thông qua vé đấu trường, kiếm được bằng cách chơi các chế độ khác hoặc mua bằng Credits hoặc nhận chúng trong những phần thưởng được cấp khi người chơi tăng cấp trong một phái.[20]
- Titan Brawl: Chế độ sinh tử theo đội, nhưng người chơi hồi sinh trong các Titan và không thể rời Titan.
- Frontier Defense: Chế độ chơi nhiều người đấu với máy (PvE), trong đó bốn người chơi phải đối mặt với năm đợt tấn công của kẻ thù.

Trò chơi tự động giúp người chơi tìm trận mới sau khi trận đấu vừa kết thúc. Trò chơi cũng giới thiệu một tính năng mới gọi là "Network", cho phép người chơi thành lập các hội nhóm. Trò chơi sẽ tự động ghép người chơi và các thành viên khác trong hội lại với nhau vào một trận đấu. Người chơi có thể tham gia nhiều hơn một hội và có thể thay đổi giữa các hội đã tham gia trong trận. Mỗi hội có một "happy hour", nếu một hội viên chơi game trong giờ đó thì họ có được thêm điểm thành tích.

## Cốt truyện
Xung đột trong cốt truyện diễn ra trên "The Frontier" (Vùng biên giới), một hệ thống sao cách xa vùng "Core Systems" có chứa Trái đất. Tập đoàn sản xuất liên sao (IMC) và Frontier Militia chiến đấu để giành quyền kiểm soát Frontier. IMC tìm cách khai thác tài nguyên phong phú của vùng biên giới bất kể hậu quả đối với môi trường của các hành tinh, trong khi Frontier Militia chiến đấu để trục xuất IMC và giành độc lập cho nơi này. Theo sau Trận Demeter ở phần 1, Frontier Militia giành thế tiến công, chiến đấu giành tài nguyên và kiểm soát các hành tinh trong Frontier. Mặc dù bị suy yếu do thiếu quân tiếp viện từ Core Systems do cơ sở tiếp nhiên liệu bị James MacAllan phá hủy, nhưng IMC vẫn là lực lượng chiến đấu chiếm ưu thế khi cố gắng đẩy lùi phe Militia ra ngoài và chấm dứt mọi sự kháng cự.
Trong cốt truyện chơi đơn, người chơi điều khiển Jack Cooper, một tay súng của Frontier Militia, được gửi đến hành tinh Typhon để gặp lại Titan BT-7274. Họ chiến đấu chống lại các kẻ thù từ ngoài hành tinh đến con người trong phái IMC.

## Phát triển
Respawn Entertainment được thành lập bởi Vince Zampella và một nhóm chín mươi người đã phát triển trò chơi. Giám đốc cũ của Titanfall, Steve Fukuda, nhà sản xuất Drew McCoy và nhà soạn nhạc Stephen Barton đều trở lại. Việc sản xuất bắt đầu vào giữa năm 2014 với vòng đời phát triển hai năm. Nhà xuất bản Electronic Arts tài trợ kinh phí và hỗ trợ tiếp thị. Trò chơi đã được hoàn thành vào ngày 29 tháng 9 năm 2016, Respawn xác nhận rằng Titanfall 2 đã sẵn sàng, cho thấy trò chơi đã được chuẩn bị để phát hành.

## Ra mắt
Vào tháng 5 năm 2014, hai tháng sau khi phát hành trò chơi đầu tiên, nhà phát hành Electronic Arts tuyên bố họ sẽ hợp tác với Respawn Entertainment để mang thêm trải nghiệm cho vũ trụ Titanfall. Phần tiếp theo đã được chính thức xác nhận vào ngày 12 tháng 3 năm 2015, bởi Vince Zampella của Respawn tại Lễ trao giải Trò chơi Học viện Anh lần thứ 12. Ông cũng xác nhận trò chơi sẽ có trên PlayStation 4, không như phần đầu. EA đã mở cuộc họp báo của họ tại EA Play 2016 với Titanfall 2 và thông báo rằng trò chơi sẽ được phát hành trên toàn thế giới vào ngày 28 tháng 10 năm 2016. Điều này có nghĩa là tựa game này sẽ phải cạnh tranh với các game bắn súng góc nhìn thứ nhất khác, bao gồm Battlefield 1, do DICE (một trong các hãng studio của EA) sản xuất, và Call of Duty: Infinite Warfare của Activision, được phát triển bởi studio cũ của Zampella là Infinity Ward. Theo McCoy, ngày phát hành đã được xác nhận từ lâu và không thể thay đổi. Bản Collector's Edition và Vanguard SRS Collector's Edition bao gồm nội dung mới, được phát hành cùng ngày với bản mặc định. Titanfall 2 đã được thêm vào EA Access và Origin Access vào ngày 7 tháng 7 năm 2017. Một bản Ultimate gồm phần cơ bản và tất cả các bản cập nhật cũng như một số nội dung mới, đã được phát hành cùng ngày.
EA đã hợp tác với một nhà hàng và một công ty kinh doanh thực phẩm ăn nhẹ để quảng bá cho trò chơi. Khách hàng nào mua thức ăn hoặc đồ uống tại bất kỳ nhà hàng Buffalo Wild Wings nào đều được nhận miễn phí một vật phẩm. Tương tự, những người chơi mua Mountain Dew hoặc Doritos đều được cấp một mã nhân đôi XP, quyền truy cập sớm vào các chế độ nhiều người chơi mới, một Titan và các vật phẩm trang bị cho Titan. EA cũng hợp tác với nhà sản xuất đồ chơi McFarlane Toys để sản xuất một dòng đồ chơi cho game bao gồm một bức tượng Cooper cao bảy inch (17,78 cm) và một bức tượng BT-7274 cao mười inch (15,4 cm). Respawn đã chuẩn bị hai bài kiểm tra kỹ thuật cho người dùng PlayStation 4 và Xbox One vào tháng 8 năm 2016, cho phép người chơi thử một số chế độ và bản đồ mới. Họ đã thực hiện một số điều chỉnh lớn sau khi nghe phản hồi từ những người chơi tham gia vào các thử nghiệm này. Tài khoản Twitter chính thức của Titanfall, dưới sự kiểm soát bởi EA chứ không phải là Respawn, giúp quảng bá trò chơi bằng cách gợi ý cho những người dùng Twitter đang tìm game để chơi. cũng được sử dụng để chế giễu các đối thủ cạnh tranh. Người chơi mua Battlefield 1 và Titanfall 2 cũng có truy cập độc quyền vào một skin của Titan lấy cảm hứng từ Thế chiến thứ nhất.
Tại E3 2016, Respawn thông báo rằng tất cả các bản cập nhật và bản mở rộng sẽ miễn phí cho tất cả người chơi. Lấy cảm hứng từ các bản đồ miễn phí của Evolve, nhóm nghiên cứu hy vọng phương pháp này sẽ làm cho người chơi hài lòng hơn với chương trình trọn gói giá rẻ. Respawn đã hỗ trợ trò chơi với nhiều bản mở rộng trong năm đầu tiên sau khi phát hành, bao gồm: 
| Bản mở rộng                 | Bản mở rộng               | Bản mở rộng | Bản mở rộng |
| Tên                         | Ngày phát hành            | Ghi chú |             |
| --------------------------- | ------------------------- | --- | ----------- |
| Angel City’s Most Wanted    | Ngày 30 tháng 11 năm 2016 | Là bản mở rộng đầu tiên, gồm bản làm lại của bản đồ 'Angel City' từ phần 1 và một vũ khí gọi là Wingman Elite, hoạt ảnh kết liễu mới và thêm bộ kỹ năng của Titan.                                                                                          |             |
| Colony Reborn               | Ngày 30 tháng 3 năm 2017  | Giới thiệu một phiên bản mới của bản đồ "Colony", R-101 Carbine, hoạt ảnh kết liễu cũng như vật phẩm cho Titan Northstar và Legion. |             |
| A Glitch in the Frontier    | Ngày 25 tháng 4 năm 2017  | Ra mắt hai bản đồ "Glitch" và "Deck" dành riêng cho chế độ Live Fire và một số điều chỉnh về lối chơi, một phe mới là MRVN và làm lại menu. |             |
| Monarch's Reign             | Ngày 30 tháng 5 năm 2017  | Giới thiệu Titan mới là Monarch, cũng như skin Titan mới. Làm lại bản đồ "Relic" từ Titanfall. |             |
| Operation Frontier Shield   | Ngày 25 tháng 7 năm 2017  | Giới thiệu chế độ Frontier Defense, trong đó bốn người chơi chiến đấu chống lại các đợt tấn công của kẻ thù do AI điều khiển, thêm các bản đồ mới, bao gồm "Rise" được làm lại từ phần 1 và "Township", một bản đồ cho chế độ Pilot vs. Pilot và Live Fire. |             |
| Postcards from the Frontier | Ngày 29 tháng 8 năm 2017  | Thêm bản đồ "Uma" cho chế độ Live Fire, ba bản đồ cho chế độ Frontier Defense: "Exoplanet", "Drydock" và "Angel City", vật phẩm và skin cho vũ khí. |             |

## Đón nhận
Titanfall 2 nhận được đánh giá thuận lợi nói chung, theo tổng hợp đánh giá của Metacritic. GamesRadar đã chọn Titanfall 2 là Trò chơi điện tử của năm, PC Gamer chọn Titanfall 2 là game bắn súng của năm.
Cốt truyện của trò chơi đã nhận được đánh giá tích cực.

### Doanh số bán ra
Electronic Arts dự kiến trò chơi sẽ bán được khoảng chín đến mười triệu bản trong năm đầu tiên phát hành. Tuy nhiên, các nhà phân tích tài chính dự đoán doanh số của trò chơi sẽ gây thất vọng đáng kể do quyết định phát hành trò chơi vào cuối tháng 10, khoảng thời gian giữa lúc ra mắt Battlefield 1 của EA và Call of Duty: Infinite Warfare của Activision. EA không bày tỏ lo ngại về thời giàn phát hành vì họ cảm thấy rằng lượng người chơi của Battlefield 1 và Titanfall 2 sẽ không trùng nhau.
Đây là trò chơi bán lẻ bán chạy thứ tư ở UK trong tuần đầu phát hành, sau Battlefield 1, The Elder Scrolls V: Skyrim - Phiên bản đặc biệt và FIFA 17. Doanh số tuần đầu chỉ đạt một phần tư doanh số trong tuần ra mắt của Titanfall mặc dù Titanfall 2 phát hành trên nhiều nền tảng hơn. Doanh số kỹ thuật số của trò chơi cũng giảm, chỉ đạt một phần tư doanh số của phần trước. Theo NPD Group, Titanfall 2 là là trò chơi bán chạy thứ chín vào tháng 10 năm 2016 và là trò chơi bán chạy thứ năm vào tháng 11 năm 2016. Trong một hội nghị báo cáo tài chính của họ cho quý thứ ba của năm tài chính 2017, EA tuyên bố rằng doanh số của trò chơi đã giảm dưới mức mong đợi. Tuy nhiên, EA COO và CFO Blake Jorgensen tiếp tục nói rằng công ty hài lòng với những đánh giá tích cực mà trò chơi nhận được và hy vọng nó sẽ có doanh số mạnh mẽ trong năm tài chính tiếp theo. Theo Zampella, Titanfall 2 bán chạy và thành công, nhưng đã có thể thành công hơn. Vào tháng 1 năm 2017, công ty tài chính Morgan Stanley ước tính rằng trò chơi đã bán được 4 triệu bản.

## Phần tiếp theo
Vào tháng 10 năm 2016, Zampella cho biết họ muốn cung cấp thêm trải nghiệm cho người chơi, mặc dù phần ba không được lên kế hoạch. Tuy nhiên, khi nhà xuất bản Electronic Arts mua lại Respawn Entertainment, họ đã tiết lộ rằng một tựa game Titanfall mới đang được phát triển.
Vào ngày 4 tháng 2 năm 2019, Apex Legends được phát hành, là một trò chơi spin-off thể loại battle royal diễn ra trong cùng vũ trụ Titanfall. Respawn Entertainment đã tạm dừng việc phát triển một tựa game Titanfall mới để tập trung vào Apex Legends, .